# Lauren Drain
Lauren Drain (Tampa, Florida; 31 de diciembre de 1985) es una modelo de fitness, entrenadora personal, escritora y enfermera estadounidense. Fue miembro de la Iglesia Bautista de Westboro, y escribió en 2013 Banished, un libro en el que relataba sus experiencias y su eventual destierro de la iglesia.

## Primeros años
Drain nació en Tampa (Florida) y vivió en la cercana Bradenton hasta los cinco años, cuando se trasladó a Olathe (Kansas) con su padre, Steve, que se matriculó en un programa de posgrado en la Universidad de Kansas.
Steve Drain entró en contacto por primera vez con la Iglesia Bautista de Westboro mientras trabajaba en un documental crítico con la iglesia. Con el tiempo se convirtió en un ferviente converso, y toda su familia le siguió en la iglesia. Lauren Drain fue miembro desde 2001 hasta 2007, cuando fue excomulgada por cuestionar la doctrina de la iglesia, justo antes de cumplir 22 años. Sus padres, sus dos hermanas y su hermano siguieron siendo miembros de la iglesia y cortaron todos los lazos con ella. Sin embargo, en algún momento de 2020, sus padres y sus dos hermanos menores también fueron excomulgados por razones desconocidas. No está claro si han restablecido el contacto.
Drain se graduó en la Topeka West High School de Topeka (Kansas) y obtuvo una beca Wiseman para la Universidad de Washburn.

## Carrera profesional
Drain se graduó en la Universidad de Washburn en 2007 con una licenciatura en enfermería. Trabajó como enfermera titulada durante nueve años antes de convertirse en entrenadora personal y modelo de fitness a tiempo completo.
Drain participó en la campaña NOH8 en 2013.
Drain escribió el libro titulado Banished: Surviving My Years in the Westboro Baptist Church, con la coautoría de Lisa Pulitzer, que describe sus experiencias en la Iglesia Bautista de Westboro y su expulsión final de la misma. Ha estado en la lista de los más vendidos de The New York Times en la categoría de libros electrónicos a partir del 30 de marzo de 2013.
Drain es modelo de fitness y utiliza su cuenta en redes sociales como Instagram y Facebook para mostrar sus rutinas de fitness, fuerza y contenido motivacional.

## Vida personal
Drain está casada con David Kagan desde agosto de 2013. Desde ese año ha residido en Connecticut. Se identifica como cristiana. El 25 de julio de 2019, Drain y su marido anunciaron que estaban esperando un bebé. Drain dio a luz a una hija, Aria Skye, el 28 de diciembre de 2019.